# Enrique Alfonso
Enrique Alfonso Pérez (Alicante, España, 6 de julio de 1942 - 5 de febrero de 2000), nacionalizado boliviano, fue un dramaturgo, actor y director de teatro y televisión, reconocido como el «Pionero en el Audiovisual Boliviano» al incursionar en formato "ficción" para series, telenovelas, cuentos y leyendas.
Ganó fama en el medio por adaptar historias y escribir obras de teatro costumbristas, siendo uno de los primeros en atreverse a realizar producciones locales.
Se inmortalizó al interpretar a "Carmelo Hurtado", personaje principal de la primera telenovela del mismo nombre.
Es padre de Ricardo Alfonso Natusch, Director de la telenovela "Las tres perfectas solteras" y Productor de Teatro y Televisión.

## Dramaturgia

### Como dramaturgo

#### Obras de teatro
- Un Domingo en el Piraí (1980)
- Una Noche con el Duende (1980)
- Cuando canta el Guajojó (1983)
- Pueblo Chico...Infierno Grande (1977)
- Viaje hacia el Silencio (1979)
- El Mojón con Cara (1981)
- Cañoto (1978)
- La leyenda del Carretón (1976)
- Cambas en Apuros (1978)
- Añoranzas Cruceñas (1983)
- Taperas de mi Pueblo (1979)
- Viernes de Soltero (1979)
- La Virgen de las 7 Calles (1980)

### Guiones para televisión (ficción)
- Carmelo Hurtado (1986)
- El Retorno (1988)
- La Última Expedición (1988)
- El Regalo (1987)
- Se Busca un Papá Noel (1987)
- El Nacimiento (1990)
- El Brindis (1990)
- Papá Noel se Jubila (1992)
- Te Extrañaré (1994)
- Tu Casa (1994)
- Usted (1994)
- El Juicio a Papá Noel (1996)
- Tierra Adentro (1997)

### Guiones, adaptaciones para televisión (ficción)
- La Virgen de las 7 Calles (1987)
- El Mojón con Cara (1991)
- Un Domingo en el Piraí (1994)
- Añoranzas Cruceñas (1994)
- Tierra Adentro (1997)
- Una Noche con El Duende (1998)
- El Canto de Consuelo (1998)
- Pueblo Chico...Infierno Grande (1998)
- Viaje Hacia El Silencio (1998)
- La Leyenda del Carretón (1998)
- Cambas en Apuros (1998)
- Viernes de Soltero (1998)
- Cañoto (1998)

## Actuaciones

### En el TEU (Teatro Experimental Universitario)
| Año  | Obra de Teatro                    | Personaje               |
| ---- | --------------------------------- | ----------------------- |
| 1959 | M'ijo el Dotor                    | Gurí                    |
| 1960 | La Dama del Alba                  | Quico del Molino        |
| 1960 | El Bibosi                         | Migdonio                |
| 1960 | El Reino de Dios                  | Anciano / Médico        |
| 1962 | La Viudita                        | Tilingo                 |
| 1961 | El Águila de dos cabezas          | Stanislass (Azrael)     |
| 1961 | La Locura de Don Juan             |                         |
| 1963 | La Monja Siracua                  |                         |
| 1963 | Cambas Patazas                    | Chochoé                 |
| 1966 | Romance en Tres Noches            | Dan                     |
| 1966 | Sucedió en Primavera              |                         |
| 1967 | Hambre                            | Roberto                 |
| 1967 | "El Relojero de Córdoba"          | "Martín Gama, relojero" |
| 1968 | "Fedra"                           |                         |
| 1968 | Rosalba y los llaveros            | Lorenzo                 |
| 1969 | "La Tercera Palabra"              | Pablo                   |
| 1970 | "Usted tiene ojos de mujer fatal" | Mayordomo               |

### En ACRA (Asociación Cruceña de Actores)
| Año  | Obra de Teatro                       | Personaje                |
| ---- | ------------------------------------ | ------------------------ |
| 1972 | El Mártir del Calvario               | Jesús                    |
| 1972 | La Espada en la Piedra               | Merlín                   |
| 1972 | El Buri                              | Roberto                  |
| 1973 | El Mártir del Calvario               | Jesús                    |
| 1973 | El Romance de Coto Colorao           | Onofre                   |
| 1975 | El Biboso                            | Rogelio                  |
| 1975 | Diego de Mendoza                     | Diego de Mendoza         |
| 1976 | Sinfonía Inconclusa                  | Franz Shubert            |
| 1976 | La Leyenda del Carretón              | Peter Braun              |
| 1976 | Milagros de la Virgen de Cotoca      | Pedro                    |
| 1977 | Cambas en Apuros                     | Mano Agil                |
| 1977 | Viernes de Soltero                   | Anselmo                  |
| 1978 | Pueblo Chico...Infierno Grande       | Periodista               |
| 1978 | El Hombre Propone y la Mujer Dispone | Ricardo                  |
| 1980 | Un Marido de Ida y Vuelta            | Paco                     |
| 1979 | Montserrat                           | Zuazola                  |
| 1979 | Taperas de mi Pueblo                 | El Gringo                |
| 1980 | La Virgen de las 7 Calles            | Juvenal Roca             |
| 1980 | El Casado Casa Quiere                | Roque                    |
| 1981 | Blanca por Fuera y Rosa por Dentro   | Fonseca                  |
| 1981 | La Viudita                           | Tilingo                  |
| 1981 | El Cuervo                            | Juan                     |
| 1981 | El Mojón con Cara                    | Lorenzo                  |
| 1982 | El Mártir del Calvario               | Jesús                    |
| 1983 | Un Domingo en el Piraí               | Ismael                   |
| 1983 | Cuando Canta el Guajojó              | Alcides                  |
| 1984 | Añoranzas Cruceñas                   | Animador                 |
| 1984 | Romeo y Julieta                      | Montesco, padre de Romeo |

### Personajes que Enrique Alfonso interpretó
| Año  | Producción                       | Personaje                  |
| ---- | -------------------------------- | -------------------------- |
| 1986 | Carmelo Hurtado                  | Carmelo Hurtado            |
| 1987 | La Virgen de las 7 Calles        | Diego Marañon              |
| 1988 | El Retorno                       | Carmelo Hurtado            |
| 1989 | La Última Expedición             | Vicente Castelló           |
| 1990 | Los Pioneros                     | Manuel Antonio Roca        |
| 1993 | La Fundación                     | Virrey Francisco de Toledo |
| 1993 | Una Vida - Un Destino            | Profesor Olachea           |
| 1995 | Luna de Locos                    | José                       |
| 1996 | Tardes Antiguas                  | Profesor Rojas             |
| 1997 | Tierra Adentro                   | Pedro Toledo               |
| 1991 | El Duende                        | Patichi                    |
| 1991 | El Matrimonio de Luisito         | Ernesto                    |
| 1994 | Y... Esta es Aquella?            | Antonio Justiniano         |
| 1994 | Donde el Diablo perdió el Poncho | Rolando León               |
| 1994 | Añoranzas Cruceñas               | Abogado                    |
| 1994 | Un Domingo en el Piraí           | Ismael                     |
| 1998 | Una Noche con el Duende          | Virgilio                   |
| 1998 | La Leyenda del Carretón          | Simón                      |
| 1998 | Cambas en Apuros                 | Mano Ágil                  |
| 1987 | El Regalo                        | Ernesto                    |
| 1987 | Se Busca un Papá Noel            | Danilo                     |
| 1990 | El Brindis                       | Borrachito                 |
| 1995 | Secuestraron al Niño!!!          | Secuestrador               |
| 1996 | Sucedió en Belén                 | Posadero                   |

## Dirección de teatro y televisión

### Teatro
- (1965) Eloísa está debajo de un Almendro
- (1972) El Mártir del Calvario
- (1972) La Viudita
- (1973) El Buri
- (1973) La Espada en la Piedra
- (1974) Coto Colorau
- (1975) Diego de Mendoza
- (1976) Sinfonía Inconclusa
- (1976) La Leyenda del Carretón
- (1977) Milagros de la Virgen dr Cotoca
- (1977) Cambas en Apuros
- (1977) Viernes de Soltero
- (1978) El Hombre Propone y la Mujer Dispone
- (1978) Pueblo Chico.. Infierno Grande
- (1978) Cañoto
- (1979) Monserrat
- (1979) Taperas de Mi Pueblo
- (1980) El Casado Casa Quiere
- (1980) La Virgen de las 7 Calles
- (1980) Una Noche con El Duende
- (1981) Un marido de Ida y Vuelta
- (1981) La Viudita
- (1981) Blanca por Fuera y Rosa por Dentro
- (1981) El Mojón con Cara
- (1981) El Cuervo
- (1982) El Mártir del Calvario
- (1983) Un Domingo en el Piraí
- (1983) Viaje Hacia El Silencio
- (1983) Cuando Canta El Guajojó
- (1984) Añoranzas Cruceñas
- (1984) Romeo y Julieta

### Televisión

#### Antes de iniciar Safipro
- (1986) El Sargento Charupá
- (1986) El Día de su Triunfo
- (1986) Y... Esta es Aquella?
- (1986) El Vestido de Fiesta

## Producciones

### Telenovelas y teleseries
- Tierra adentro, 1997
- Tardes Antiguas, 1996
- Luna de Locos, 1995
- La fundación, 1993
- Una Vida, Un Destino, 1993
- Los Pioneros, 1990
- La Última Expedición, 1989
- El Retorno, 1988
- La Virgen de las 7 Calles, 1987
- Carmelo Hurtado, 1987

### Cuentos y leyendas del oriente boliviano
- La Curiosa, 1991
- El Carretón de la Otra Vida, 1991
- El Duende, 1991
- El Guajojó, 1991
- La Viudita, 1991
- El Matrimonio de Luisito, 1991
- El Doctor, 1991
- La Casa Santa, 1991
- El Mojón con Cara, 1991
- El Guitarrista del Diablo, 1991
- El Buri, 1991

#### Más cuentos y leyendas
- El Prisionero de la Sombra, 1994
- Y...Esta es Aquella?, 1994
- La Novia del Muerto, 1994
- El Pozo del Fraile, 1994
- Donde el Diablo perdió el Poncho, 1994
- El Bibosi, 1994
- Un Domingo en el Piraí, 1994
- Añoranzas Cruceñas, 1994

### Cuentos y leyendas de Enrique Alfonso
- Una Noche con el Duende, 1998
- El Canto de Consuelo, 1998
- Pueblo Chico... Infierno Grande, 1998
- Viaje hacia el silencio, 1998
- La Leyenda del Carretón, 1998
- Cambas en Apuros, 1998
- Viernes de Soltero, 1998

### Cuentos navideños
- El regalo, 1987
- Se busca un Papá Noel, 1987
- El nacimiento, 1990
- El brindis 22, 1990
- Papá Noel se jubila, 1992
- Una Navidad diferente, 1995
- Martín el Zapatero, 1996
- Sucedió en Belén, 1996
- El juicio a Papá Noel, 1996

## Reconocimiento y distinciones
Casa de la Cultura Raúl Otero Reiche, Santa Cruz (1987)
Comité Pro-Santa Cruz (1988)
Federación de Empresarios Privados de Santa Cruz (1989)
Ministerio de Educación (1987)
Presidencia de la República (1987)
Universidad Gabriel René Moreno (1988)
Residentes Concepcioneños (1987)
Casa de la Cultura Nicomedes Suárez Franco, Santa Ana del Yacuma, Beni (1992)
Casa de la Cultura de Riberalta (1989)
Núcleo de Valoración y Promoción Comunicacional de Potosí (1988)